# 香純裕子
香純 裕子（かすみ ゆうこ、4月11日 - ）は、日本の漫画家。京都府出身。血液型はO型。

## 略歴
- 2008年 - 8月号のりぼん漫画スクールにて「ダサ♥かわ」（準りぼん賞）でデビュー[1]。

## 作品リスト

### 連載
単行本は全てりぼんマスコットコミックス（集英社）より刊行。
- ブランデージの魔法の城（『りぼんファンタジー』2009年11月増刊号、『Cobalt』2010年3月号 - 9月号、全1巻）
- まりもの花〜最強武闘派小学生伝説〜（原作：秋元康、2010年 - 2014年、全10巻）
- V・I・P（『りぼん』スペシャルハッピー 春の大増刊号2012年4月号 - 『りぼんスペシャル』虹いろ大増刊2014年6月号、全2巻）
- 古屋先生は杏ちゃんのモノ（2016年 - 2020年、全12巻）
- おうちにかえろう（2021年 - 2022年、全4巻）
- はじめてのおにいちゃん（『りぼん』2025年4月号[2] - 、既刊1巻）

### 読み切り
- ダサ♥かわ（『りぼんスペシャル』2008年春の大増刊号、デビュー作）
- 溺愛ロボット（『りぼん』2014年3月号）
- フォーリン♥️デブ(『りぼん』2023年7月号)
- すみっコどうし（『りぼんスペシャル』2024年春の大増刊号[3]）

### アンソロジー
- 東日本大震災チャリティー漫画本 PARTY! SORA[注 1][4]（2011年8月5日発売[5]、メディアパル、ISBN 978-4-89610-202-4）
  - Kiss me ホスト組 スペシャルコラボ〜新メンバー・注入〜[注 2][6]